# Murs, Vaucluse
Murs este o comună în departamentul Vaucluse din sud-estul Franței. În 2009 avea o populație de 428 de locuitori.

## Evoluția populației
| An        | 1975 | 1982 | 1990 | 1999 | 2006 | 2009 |
| --------- | ---- | ---- | ---- | ---- | ---- | ---- |
| Populație | 306  | 334  | 391  | 415  | 424  | 428  |